# Mikko Sirén
Mikko Sirén (ur. 31 grudnia 1975) – fiński muzyk i kompozytor, multiinstrumentalista. W 2003 roku sesyjnie jako perkusista dołączył do formacji Apocalyptica, od 2006 roku jej oficjalny członek. W 2007 roku muzyk wziął udział w nagraniach ścieżki dźwiękowej do filmu Czarny Lód, którą skomponował Eicca Toppinen – główny kompozytor Apocalyptiki.
W 2009 roku Sirén nagrał partie perkusji na album Eliasa Viljanena zatytułowany Fire-Hearted.
Muzyk jest endroserem instrumentów firm Paiste i Pearl.

## Wybrana dyskografia
Leo Silolahti
- Pilvilinna (1998, Dominant Polyrhythm)

Apocalyptica
- Apocalyptica (2005, Universal Music Group)
- Amplified // A Decade of Reinventing the Cello (2006, 20-20 Entertainment)
- The Life Burns Tour (2006, Sony Music)
- Worlds Collide (2007, Sony Music)
- 7th Symphony (2010, Sony Music)
- Shadowmaker (2015, Better Noise Records)

Eicca Toppinen
- Music For The Movie Black Ice (2007, Sony Music)[3]

Eliasa Viljanena
- Fire-Hearted (2009, Spinefarm Records)[4]